# Brekendorf
Brekendorf település Németországban, Schleswig-Holstein tartományban. Lakosainak száma 1028 fő (2023. december 31.). Brekendorf Lottorf, Selk, Geltorf, Güby, Hummelfeld, Ascheffel, Ahlefeld-Bistensee és Owschlag községekkel határos.

## Népesség
A település népességének változása:
| Lakosok száma | 679  | 968  | 1000 | 991  | 984  | 1022 | 1028 |
|               | 1975 | 2014 | 2017 | 2019 | 2021 | 2022 | 2023 |